# Ławy (województwo kujawsko-pomorskie)
Ławy – wieś w Polsce położona w województwie kujawsko-pomorskim, w powiecie rypińskim, w gminie Rypin.

## Podział administracyjny
W latach 1975–1998 miejscowość administracyjnie należała do województwa włocławskiego.

## Demografia
Według Narodowego Spisu Powszechnego (III 2011 r.) liczyła 136 mieszkańców. Jest 22. co do wielkości miejscowością gminy Rypin.

## Położenie
Sąsiaduje bezpośrednio z Głowińskiem. Przez miejscowość przebiega droga wojewódzka nr 534.